# František Čermák
František Čermák (* 14. November 1976 in Valtice, Tschechoslowakei) ist ein ehemaliger tschechischer Tennisspieler und -trainer.

## Karriere
Der rechtshändige Doppelspezialist gewann 31 Turniere auf der ATP Tour, die ersten 20 allesamt auf Sand. Die meisten Titel gewann er mit seinem Landsmann Leoš Friedl, mit dem er von 2002 bis 2007 eine feste Paarung bildete. Ab 2009 war er zusammen mit dem Slowaken Michal Mertiňák erfolgreich, mit dem er in der Saison 2009 fünf Turniere gewann sowie 2010 und 2012 jeweils einen weiteren Titel.
Sein größter Erfolg bei einem Grand-Slam-Turnier war der Sieg 2013 bei den French Open im Mixed an der Seite von Lucie Hradecká. In den Doppelkonkurrenzen erreichte er bei allen vier Grand-Slam-Turnieren jeweils mindestens das Achtelfinale.
Seine besten Weltranglistenplatzierungen erreichte er im Oktober 2003 mit Rang 201 im Einzel und im Februar 2010 mit Platz 14 im Doppel.
2016 übernahm Čermák die Trainerrolle seiner Landsfrau Petra Kvitová. Das Arbeitsverhältnis wurde bereits nach fünf Monaten aufgelöst. In dieser Zeit gewann Kvitová u. a. Bronze bei den Olympischen Spielen in Rio de Janeiro. Im Februar 2016 bestritt er zudem auf der Challenger Tour sein letztes Spiel auf einer der Profitouren.

### Davis Cup
2005 (verlorenes Doppel gegen die deutsche Paarung Haas/Waske) und 2012 hatte Čermák jeweils einen Einsatz für die tschechische Davis-Cup-Mannschaft. In der Saison 2012 qualifizierte sich das Team zum zweiten Mal nach 2009 für das Davis-Cup-Finale, das in Prag ausgetragen wurde. Čermák stand jedoch beim Endspiel gegen Spanien, das Tschechien mit 3:2 gewann, nicht im Aufgebot. In der Erstrundenpartie gegen Italien verlor er sein Einzel gegen Simone Bolelli in zwei Sätzen.

## Erfolge
| Legende (Anzahl der Siege)                           |
| Grand Slam                                           |
| Tennis Masters Cup                                   |
| ATP Masters Series ATP World Tour Masters 1000       |
| ATP International Series Gold ATP World Tour 500 (5) |
| ATP International Series ATP World Tour 250 (26)     |
| ATP Challenger Tour (16)                             |

| Titel nach Belag |
| Hartplatz (5)    |
| Sand (25)        |
| Rasen (1)        |

### Einzel

#### Turniersiege
| Nr. | Datum           | Turnier | Belag | Finalgegner    | Ergebnis      |
| --- | --------------- | ------- | ----- | -------------- | ------------- |
| 1.  | 20. August 2000 | Brixen  | Sand  | Sergio Roitman | 5:7, 6:4, 6:1 |

### Doppel

#### Turniersiege

##### ATP World Tour
| Nr. | Datum              | Turnier          | Belag         | Partner           | Finalgegner                              | Ergebnis           |
| --- | ------------------ | ---------------- | ------------- | ----------------- | ---------------------------------------- | ------------------ |
| 1.  | 21. Juli 2002      | Umag (1)         | Sand          | Julian Knowle     | Albert Portas Fernando Vicente           | 6:4, 6:4           |
| 2.  | 28. Juli 2002      | Sopot (1)        | Sand          | Leoš Friedl       | Jeff Coetzee Nathan Healey               | 7:5, 7:5           |
| 3.  | 13. April 2003     | Casablanca (1)   | Sand          | Leoš Friedl       | Devin Bowen Ashley Fisher                | 6:3, 7:5           |
| 4.  | 25. Juli 2004      | Kitzbühel (1)    | Sand          | Leoš Friedl       | Lucas Arnold Ker Martin García           | 6:3, 7:5           |
| 5.  | 15. August 2004    | Sopot (2)        | Sand          | Leoš Friedl       | Martin García Sebastián Prieto           | 2:6, 6:2, 6:3      |
| 6.  | 13. Februar 2005   | Buenos Aires (1) | Sand          | Leoš Friedl       | José Acasuso Sebastián Prieto            | 6:2, 7:5           |
| 7.  | 20. Februar 2005   | Costa do Sauípe  | Sand          | Leoš Friedl       | José Acasuso Ignacio King                | 6:4, 6:4           |
| 8.  | 10. April 2005     | Casablanca (2)   | Sand          | Leoš Friedl       | Martin García Luis Horna                 | 6:4, 6:3           |
| 9.  | 1. Mai 2005        | Estoril          | Sand          | Leoš Friedl       | Juan Ignacio Chela Tommy Robredo         | 6:3, 6:4           |
| 10. | 10. Juli 2005      | Gstaad (1)       | Sand          | Leoš Friedl       | Michael Kohlmann Rainer Schüttler        | 7:6, 7:6           |
| 11. | 19. Februar 2006   | Buenos Aires (2) | Sand          | Leoš Friedl       | Vasilis Mazarakis Boris Pašanski         | 6:1, 6:2           |
| 12. | 5. März 2006       | Acapulco (1)     | Sand          | Leoš Friedl       | Potito Starace Filippo Volandri          | 7:5, 6:2           |
| 13. | 6. August 2006     | Sopot (3)        | Sand          | Leoš Friedl       | Martín Garcia Sebastián Prieto           | 6:3, 7:5           |
| 14. | 15. Juli 2007      | Gstaad (2)       | Sand          | Pavel Vízner      | Marc Gicquel Florent Serra               | 7:5, 5:7, [10:7]   |
| 15. | 22. Juli 2007      | Stuttgart (1)    | Sand          | Leoš Friedl       | Guillermo García López Fernando Verdasco | 6:4, 6:4           |
| 16. | 20. Juli 2008      | Amersfoort       | Sand          | Rogier Wassen     | Jesse Huta Galung Igor Sijsling          | 7:5, 7:5           |
| 17. | 23. Februar 2009   | Acapulco (2)     | Sand          | Michal Mertiňák   | Łukasz Kubot Oliver Marach               | 4:6, 6:4, [10:7]   |
| 18. | 19. Juli 2009      | Stuttgart (2)    | Sand          | Michal Mertiňák   | Victor Hănescu Horia Tecău               | 7:5, 6:4           |
| 19. | 2. August 2009     | Umag (2)         | Sand          | Michal Mertiňák   | Johan Brunström Jean-Julien Rojer        | 6:4, 6:4           |
| 20. | 27. September 2009 | Bukarest         | Sand          | Michal Mertiňák   | Johan Brunström Jean-Julien Rojer        | 6:2, 6:4           |
| 21. | 8. November 2009   | Valencia         | Hartplatz (i) | Michal Mertiňák   | Marcel Granollers Tommy Robredo          | 6:4, 6:3           |
| 22. | 3. Oktober 2010    | Kuala Lumpur     | Hartplatz (i) | Michal Mertiňák   | Mariusz Fyrstenberg Marcin Matkowski     | 7:63, 7:65         |
| 23. | 1. Mai 2011        | Belgrad          | Sand          | Filip Polášek     | Oliver Marach Alexander Peya             | 7:5, 6:2           |
| 24. | 18. Juni 2011      | ’s-Hertogenbosch | Rasen         | Daniele Bracciali | Robert Lindstedt Horia Tecău             | 6:3, 2:6, [10:8]   |
| 25. | 31. Juli 2011      | Gstaad (3)       | Sand          | Filip Polášek     | Christopher Kas Alexander Peya           | 6:3, 7:67          |
| 26. | 23. Oktober 2011   | Moskau (1)       | Hartplatz (i) | Filip Polášek     | Carlos Berlocq David Marrero             | 6:3, 6:1           |
| 27. | 6. Mai 2012        | München          | Sand          | Filip Polášek     | Xavier Malisse Dick Norman               | 6:4, 7:5           |
| 28. | 28. Juli 2012      | Kitzbühel (2)    | Sand          | Julian Knowle     | Dustin Brown Paul Hanley                 | 7:64, 3:6, [12:10] |
| 29. | 20. Oktober 2012   | Moskau (2)       | Hartplatz (i) | Michal Mertiňák   | Simone Bolelli Daniele Bracciali         | 7:5, 6:3           |
| 30. | 27. Juli 2014      | Umag (3)         | Sand          | Lukáš Rosol       | Dušan Lajović Franko Škugor              | 6:3, 6:1           |
| 31. | 19. Oktober 2014   | Moskau (3)       | Hartplatz (i) | Jiří Veselý       | Sam Groth Chris Guccione                 | 7:62, 7:5          |

##### ATP Challenger Tour
| Nr. | Datum             | Turnier        | Belag         | Partner           | Finalgegner                          | Ergebnis         |
| --- | ----------------- | -------------- | ------------- | ----------------- | ------------------------------------ | ---------------- |
| 1.  | 12. August 2000   | Prag           | Sand          | Ota Fukárek       | Tomáš Cibulec Leoš Friedl            | 6:4, 6:3         |
| 2.  | 18. November 2000 | Osaka          | Hartplatz     | Ota Fukárek       | Yaoki Ishii Eric Taino               | 6:1, 7:65        |
| 3.  | 17. Februar 2001  | Mumbai         | Hartplatz     | Ota Fukárek       | Mahesh Bhupathi Fazaluddin Syed      | 7:64, 4:6, 7:5   |
| 4.  | 24. Februar 2001  | Chandigarh     | Hartplatz     | Radek Štěpánek    | Giorgio Galimberti Nir Welgreen      | 6:4, 6:2         |
| 5.  | 7. Juli 2001      | Ulm            | Sand          | David Škoch       | Brandon Coupe Tim Crichton           | 6:2, 6:4         |
| 6.  | 4. August 2001    | San Marino     | Sand          | David Škoch       | Devin Bowen Aleksandar Kitinov       | 7:5, 6:4         |
| 7.  | 27. Oktober 2001  | Seoul          | Hartplatz     | Jaroslav Levinský | Yves Allegro Marco Chiudinelli       | 5:7, 7:68, 6:3   |
| 8.  | 18. Mai 2002      | Prag (1)       | Sand          | Ota Fukárek       | Jaroslav Levinský David Škoch        | 6:4, 6:3         |
| 9.  | 8. Juni 2002      | Prostějov (1)  | Sand          | Ota Fukárek       | Mariano Hood Sebastián Prieto        | 6:3, 7:65        |
| 10. | 3. August 2002    | St. Petersburg | Sand          | Jaroslav Levinský | Artjom Derepasko Orest Tereschtschuk | 6:3, 6:2         |
| 11. | 10. Juni 2006     | Prostějov (2)  | Sand          | Jaroslav Levinský | Jan Mašík Michal Tabara              | 6:3, 6:2         |
| 12. | 8. November 2008  | Bratislava     | Hartplatz (i) | Łukasz Kubot      | Philipp Petzschner Alexander Peya    | 6:4, 6:4         |
| 13. | 7. Mai 2011       | Prag (2)       | Sand          | Lukáš Rosol       | Christopher Kas Alexander Peya       | 6:3, 6:4         |
| 14. | 22. März 2014     | Panama-Stadt   | Sand          | Michail Jelgin    | Martín Alund Guillermo Durán         | 4:6, 6:3, [10:8] |
| 15. | 8. Mai 2015       | Rom            | Sand          | Dustin Brown      | Andrés Molteni Marco Trungelliti     | 6:1, 6:2         |

#### Finalteilnahmen
| Nr. | Datum              | Turnier          | Belag         | Partner           | Finalgegner                            | Ergebnis          |
| --- | ------------------ | ---------------- | ------------- | ----------------- | -------------------------------------- | ----------------- |
| 1.  | 29. September 2002 | Palermo (1)      | Sand          | Leoš Friedl       | Lucas Arnold Ker Luis Lobo             | 4:6, 6:4, 2:6     |
| 2.  | 5. Januar 2003     | Chennai          | Hartplatz     | Leoš Friedl       | Julian Knowle Michael Kohlmann         | 6:71, 6:73        |
| 3.  | 16. Februar 2003   | Viña del Mar (1) | Sand          | Leoš Friedl       | Agustín Calleri Mariano Hood           | 3:6, 6:1, 4:6     |
| 4.  | 13. Juli 2003      | Gstaad           | Sand          | Leoš Friedl       | Leander Paes David Rikl                | 3:6, 3:6          |
| 5.  | 3. August 2003     | Sopot (1)        | Sand          | Leoš Friedl       | Mariusz Fyrstenberg Marcin Matkowski   | 4:6, 7:67, 3:6    |
| 6.  | 28. September 2003 | Palermo (2)      | Sand          | Leoš Friedl       | Lucas Arnold Ker Mariano Hood          | 6:76, 7:63, 4:6   |
| 7.  | 18. April 2004     | Estoril          | Sand          | Leoš Friedl       | Juan Ignacio Chela Gastón Gaudio       | 2:6, 1:6          |
| 8.  | 15. Januar 2006    | Sydney           | Hartplatz     | Leoš Friedl       | Fabrice Santoro Nenad Zimonjić         | 1:6, 4:6          |
| 9.  | 5. Februar 2006    | Viña del Mar (2) | Sand          | Leoš Friedl       | José Acasuso Sebastián Prieto          | 6:72, 4:6         |
| 10. | 15. Oktober 2006   | Moskau (1)       | Teppich (i)   | Jaroslav Levinský | Fabrice Santoro Nenad Zimonjić         | 1:6, 5:7          |
| 11. | 29. Oktober 2006   | Lyon             | Teppich (i)   | Jaroslav Levinský | Julien Benneteau Arnaud Clément        | 2:6, 7:63, [7:10] |
| 12. | 4. Februar 2007    | Zagreb           | Teppich (i)   | Jaroslav Levinský | Michael Kohlmann Alexander Waske       | 6:75, 6:4, [5:10] |
| 13. | 8. Februar 2009    | Viña del Mar (3) | Sand          | Michal Mertiňák   | Pablo Cuevas Brian Dabul               | 3:6, 3:6          |
| 14. | 25. Oktober 2009   | Moskau (2)       | Hartplatz (i) | Michal Mertiňák   | Pablo Cuevas Marcel Granollers         | 6:4, 5:7, [8:10]  |
| 15. | 9. Januar 2010     | Doha             | Hartplatz     | Michal Mertiňák   | Guillermo García López Albert Montañés | 4:6, 5:7          |
| 16. | 1. August 2010     | Umag             | Sand          | Michal Mertiňák   | Leoš Friedl Filip Polášek              | 3:6, 6:77         |
| 17. | 24. Juli 2011      | Hamburg          | Sand          | Filip Polášek     | Oliver Marach Alexander Peya           | 4:6, 1:6          |
| 18. | 9. Oktober 2011    | Tokio            | Hartplatz     | Filip Polášek     | Andy Murray Jamie Murray               | 1:6, 4:6          |
| 19. | 14. Januar 2012    | Auckland         | Hartplatz     | Filip Polášek     | Oliver Marach Alexander Peya           | 3:6, 2:6          |
| 20. | 17. Februar 2013   | São Paulo        | Sand          | Michal Mertiňák   | Bruno Soares Alexander Peya            | 7:65, 2:6, [7:10] |
| 21. | 3. August 2013     | Kitzbühel        | Sand          | Lukáš Dlouhý      | Martin Emmrich Christopher Kas         | 4:6, 3:6          |
| 22. | 23. Februar 2014   | Delray Beach     | Hartplatz     | Michail Jelgin    | Bob Bryan Mike Bryan                   | 2:6, 3:6          |
| 23. | 25. Oktober 2015   | Moskau (3)       | Hartplatz (i) | Radu Albot        | Andrei Rubljow Dmitri Tursunow         | 6:2, 1:6, [6:10]  |

### Mixed

#### Turniersiege
| Nr. | Datum        | Turnier     | Belag | Partnerin      | Finalgegner                       | Ergebnis         |
| --- | ------------ | ----------- | ----- | -------------- | --------------------------------- | ---------------- |
| 1.  | 6. Juni 2013 | French Open | Sand  | Lucie Hradecká | Kristina Mladenovic Daniel Nestor | 1:6, 6:4, [10:5] |